# Popielarnia (powiat żyrardowski)
Popielarnia – wieś w Polsce, położona w województwie mazowieckim, w powiecie żyrardowskim, w gminie Wiskitki. Ma status sołectwa.
| SIMC    | Nazwa         | Rodzaj     |
| ------- | ------------- | ---------- |
| 0739544 | Kamionka Mała | przysiółek |

W latach 1975–1998 wieś należała administracyjnie do województwa skierniewickiego.